# Darth Bane
Darth Bane – fikcyjna postać ze świata Gwiezdnych wojen, Lord Sithów i twórca ich nowej tradycji: „Zasady Dwóch”.
Używał miecza świetlnego o zakrzywionej rękojeści i czerwonym ostrzu.

## Dzieciństwo i Szkolenie naKorribanie
Darth Bane, urodzony jako Dessel był synem górnika Hursta, który wraz z innym górnkiem Gerdem bił i poniżał swego syna, obwiniając go o śmierć żony, która umarła przy porodzie. Był górnikiem na republikańskiej planecie Apatros, jednak uciekł stamtąd i przyłączył się do armii Sithów. Tam odkryto jego talent do korzystania z Mocy i wyszkolono na jej skutecznego użytkownika. Jego nauczycielami byli Quordis i Kas'im. Miał romans z uczennicą Sithów – Githany. Jego rywalem był Siraka, którego później zabił. W roku 1000 BBY został mianowany Lordem Sithów, jednak gnany pragnieniem zniszczenia zakonu Sithów i odbudowania go w „silniejszej postaci” wystąpił przeciw swoim mistrzom i nie przyłączył się do nich w walkach na Ruusan. W świątyni Rakatan na Lehonie poznał tajniki starożytnych Sithów z holokronu Dartha Revana.

## Przyjęcie tytułu Dartha Bane'a i Zasada Dwóch
Ostatecznie sprowokował lorda Kaana do wykorzystania przeciw Jedi na Ruusan bomby myśli, co doprowadziło do zagłady wszystkich Sithów i setki Jedi w towarzystwie Generała Hotha. Po tym wydarzeniu stworzył Doktrynę Bane'a, zwaną też Zasadą Dwóch – mówiła ona, że jednocześnie powinno istnieć tylko dwóch Lordów Sithów: jeden mistrz oraz jeden uczeń. Miało zapobiec to temu, że adepci Ciemnej Strony, zaślepieni gniewem i nienawiścią, zabijali siebie nawzajem, nie osiągając nigdy potęgi, którą mogli potencjalnie władać, i osłabiając Zakon Sithów przez to, że grupa sprytnych, ale słabszych uczniów sprzymierzała się przeciw potężnemu Mistrzowi i zabijała go, a wyłoniony przez nich nowy Mistrz jest słabszy niż poprzedni. W założeniu Bane'a każdy uczeń Sith, gdy będzie na to gotów, powinien rzucić wyzwanie swojemu mistrzowi i pokonać go w pojedynku, dzięki czemu każdy kolejny Sith będzie potężniejszy od poprzedniego. Na swoją uczennicę Bane przyjął Darth Zannah.

## Wyprawa na Dxun
Po Russanie Bane wyruszył na księżyc Dxun. Swej uczennicy zalecił by ta sama dotarła na Onderon. Po wybuchu bomby myśli, Bane'a zaczęły nawiedzać duchy Kaana i Quordisa. Na księżycu jego statek rozbił się, lecz Bane'owi nic się nie stało. Lord Sithów odnalazł grobowiec Freedona Nadda. Podczas zwiedzania go został zaatakowany przez żyjące tam orbaliski . Zdołał wynieść holokron Lorda Sithów i uciec, ale orbaliski wpiły się w jego skórę i nie mógł się od nich w żaden sposób uwolnić. Z czasem orbaliski rozmnożyły się i pokryły całe jego ciało z wyjątkiem twarzy i dłoni, dzięki specjalnie skonstruowanemu przez Bane'a hełmowi i rękawicom.
Przez następne 10 lat Bane szkolił Zannah i podejmował – jak się okazywało, nieudane – próby zbudowania własnego holokronu. Gdy Jedi dowiedzieli się, że przeżył masakrę na Ruusanie, stoczyli z nim i z Zannah pojedynek na miecze świetlne na Tythonie. Zginęło wszystkich pięcioro Jedi biorących udział w tej walce, jednak śmiertelnie ranny mistrz Worror zdołał zamknąć obwód błyskawic Mocy Bane,a, przez co on sam również został nimi porażony i był bliski śmierci. Orbaliski żyjące na jego ciele umarły, wydzielając toksyczną ciecz, wobec czego Zannah wraz z jej kuzynem Darovitem musiała je usunąć.
W 980 roku BBY Bane zaczął podejrzewać, że Zannah nie jest wystarczająco potężna, by rzucić mu wyzwanie i go pokonać, więc udał się na Prakith w poszukiwaniu holokronu Dartha Andeddu, który odkrył sposób na uzyskanie nieśmiertelności przez transfer swojej esencji do innego ciała. Wyprawa zakończyła się sukcesem, ale zaraz po powrocie został porwany i uwięziony na Doanie przez Serrę, córkę torturowanego przez Bane'a 20 lat wcześniej uzdrowiciela Caleba. Udało mu się uciec dzięki pomocy przyjaciółki Serry, Lucii, służącej niegdyś w armii Bractwa Kaana, która znała Dessela osobiście z kampanii ruusańskiej. Bezpośrednio po tym udał się wraz z iktotchiańską Łowczynią, kandydatką na swoją nową uczennicę (przyjęła imię: Darth Cognus), w pościgu za Serrą na Ambrię, gdzie po zabiciu Serry przez Łowczynię stoczył z Zannah pojedynek, w którym jego ciało zostało zniszczone, a  Bane przeniósł się do ciała Zannah.
Po jego transferze Darth Cognus została uczennicą Zannah. Jednak część jego esencji pozostało w Zannah.